# 20 Times Square
20 Times Square es un desarrollo de uso mixto de 39 pisos en 701 Seventh Avenue, en la esquina noreste con la calle 47 Oeste en el extremo norte de Times Square, Manhattan, Nueva York. El desarrollo incluye uno de los hoteles Edition de Ian Schrager, operado por Marriott, sobre un edificio de 6 pisos de 7061 m² componente minorista. Se inauguró en febrero de 2019.
El edificio reemplaza la estructura de 1910 originalmente conocida como Columbia Amusement Company Building, que había albergado una sala de cine conocida como Mayfair Theatre, DeMille Theatre y Embassy 2-3-4 Theatre. En los pisos superiores, el Columbia Amusement Company Building había albergado los famosos Unique Recording Studios, que cerraron en 2004.

## Desarrollo
Entre 2000 y 2011, la Autoridad Portuaria de Nueva York y Nueva Jersey (PANYNJ) trabajó con Vornado Realty Trust, que se había asociado con Lawrence Ruben Company. En noviembre de 2007, PANYNJ anunció los términos de un acuerdo en el que recibiría casi 500 millones de dólares en un contrato de arrendamiento de una nueva torre de oficinas sobre la Terminal de Autobuses de la Autoridad Portuaria que también proporcionaría fondos para instalaciones de terminal adicionales. Se instalarían nuevas escaleras mecánicas para ayudar a mover a los pasajeros más rápidamente entre el área de la puerta y la planta baja. Se esperaba que la construcción comenzara en 2009 o 2010 y demorara cuatro años en completarse.
De acuerdo con los documentos del Departamento de Planificación de la Ciudad, un aumento en el tamaño (y FAR ) de los 152 m la construcción fue posible gracias a la transferencia de los derechos aéreos de dos ubicaciones cercanas de Broadway. La ciudad asignó la dirección 20 Times Square al desarrollo en abril de 2014. En mayo de 2014 se anunció que el espacio comercial se arrienda a través del Grupo CBRE.

### Pantalla LED
Siguiendo la tradición de Times Square y el requisito de las ordenanzas de zonificación para que los propietarios de edificios muestren letreros luminosos, el desarrollo presenta una pantalla LED de alta definición envolvente muy grande, conocida como Jumbotron. La pantalla es una de las pantallas con capacidad de video más grandes del mundo. Cuenta con 16 millones de diodos LED (píxeles) que miden solo 10 mm, proporcionando 1672 m² de pantalla a lo largo de 60 m lineales de fachada envolvente. Esto convierte a la pantalla en la pantalla LED individual más grande de Nueva York y más de seis veces el tamaño del famoso cartel de Coca-Cola en Times Square. El letrero mide 93 m² más grande que el anterior más grande de Times Square, el 1579 m² en la tienda insignia de Walgreens ubicada en One Times Square.

## Uso e inquilinos
El 30 de noviembre de 2017, la National Football League y el Cirque du Soleil abrieron NFL Experience Times Square, una atracción de museo interactivo dedicada a la liga, en cuatro plantas a nivel del suelo. También contenía instalaciones de transmisión para el programa matutino Good Morning Football de NFL Network. En septiembre de 2018, se anunció que la atracción cerraría y permanecería abierta al menos hasta finales de 2018.
En diciembre de 2019, solo diez meses después de la apertura del hotel Edition, el banco francés Natixis, que había proporcionado el paquete de financiamiento de 2 mil millones de dólares para el proyecto, solicitó la ejecución hipotecaria de la propiedad, afirmando que una parte de 650 millones de dólares del paquete de préstamo estaba en incumplimiento debido a numerosos gravámenes registrados contra la propiedad. La demanda de ejecución hipotecaria también alegó que el desarrollador Maefield había incumplido al no arrendar el espacio comercial del proyecto antes de la fecha límite de septiembre de 2019. La demanda alegaba que, a partir de diciembre de 2019, el 90 % del espacio comercial de la propiedad había estado vacante.